# John Perry
John R. Perry, född 16 januari 1943 i Lincoln, Nebraska, är Henry Waldgrave Stuart-professor i filosofi vid Stanford University. Han har gjort signifikanta bidrag till filosofins områden, främst logik, språkfilosofi, metafysik och medvetandefilosofi. Han är mest känd för sin forskning om semantik (tillsammans med Jon Barwise), reflexivitet, indexikalitet och självkännedom.
Perry tog sin kandidatexamen i filosofi vid Doan College 1964. Filosofie doktor blev han vid Cornell University 1968. 1999 tilldelades han Jean Nicod-priset och han är ledamot av Norska vetenskapsakademin. 2004 blev han programledare för radioprogrammet Philosophy Talk, tillsammans med Kenneth Taylor.
Förutom sin tekniska filosofi som skriver Perry även saker för en bredare publik, bl.a. hans humoristiska essä från 1995, "Structured procrastination".

## Verk (urval)
- A Dialogue on Personal Identity and Immortality, 1978
- Dialogue on Good, Evil and the Existence of God, 1999
- Reference and Reflexivity, 2001